# Geiserbrunnen

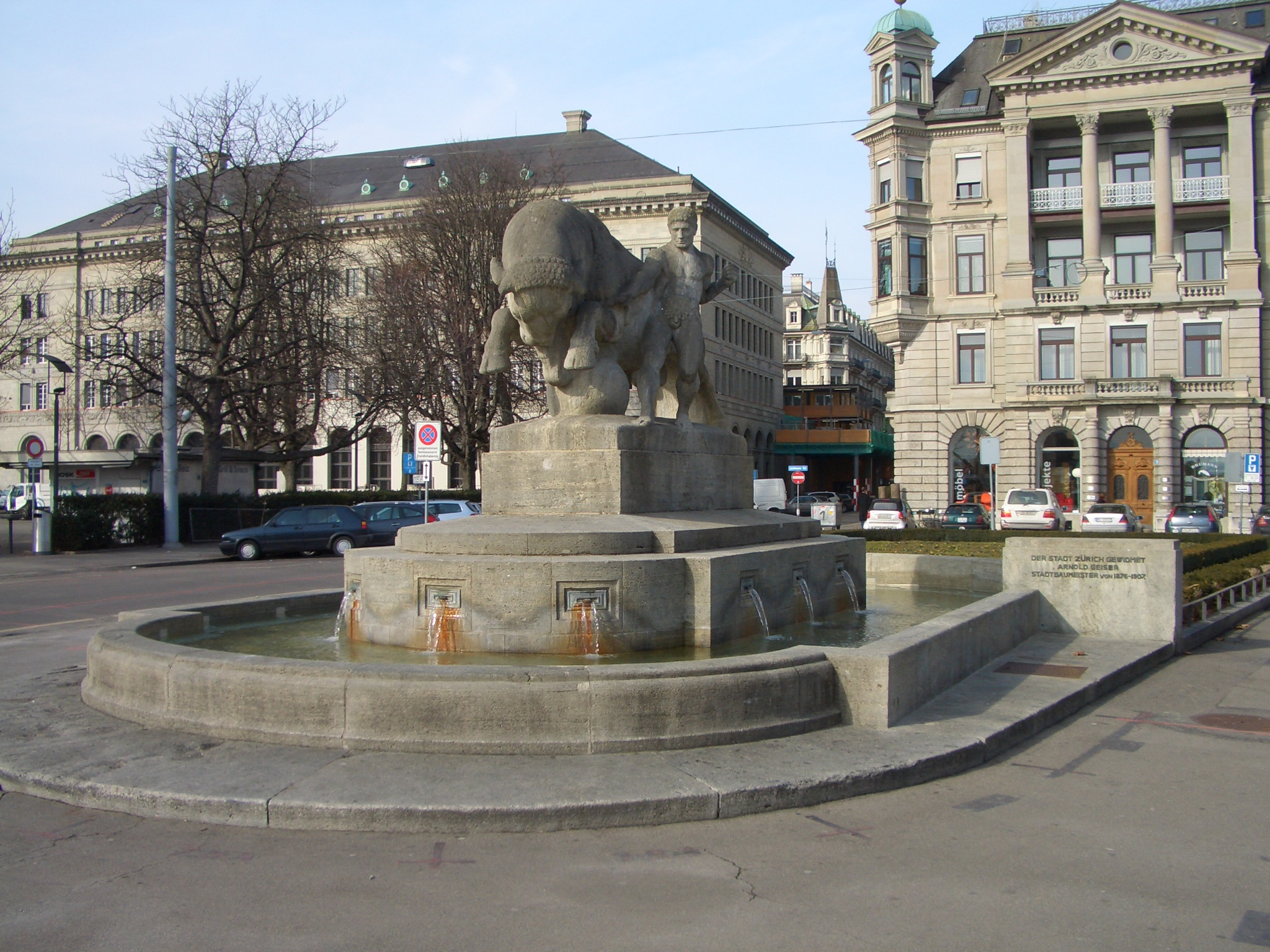
Der Geiserbrunnen in Zürich

Der Geiserbrunnen (auch Stierbändigerbrunnen) ist ein Monumentalbrunnen auf dem Bürkliplatz in Zürich, der über ein Legat des Zürcher Stadtbaumeisters Arnold Geiser (1844–1909) gestiftet wurde. Dadurch erfüllt er auch die Funktion eines Personendenkmals. Der Brunnen wurde 1910 entworfen und 1911 errichtet und eingeweiht. Die Skulptur ist ein Werk von Jakob Brüllmann.

## Geschichte

### Projektierung
Arnold Geiser war zwischen 1876 und 1907 Stadtbaumeister von Zürich. Als er am 24. Dezember 1909 im Alter von 65 Jahren in Zürich starb, hinterliess er ein beträchtliches Vermögen von etwa 220'000 Franken. Als Haupterben bestimmte er seine Heimatgemeinde Langenthal im Kanton Bern. 40'000 Franken vermachte er der Stadt Zürich zur Errichtung eines zentralen Monumentalbrunnens. Das Werk musste binnen zweier Jahre nach seinem Todestag, also bis am 24. Dezember 1911, erbaut und eingeweiht sein.
Im März 1910 schrieb der Stadtrat einen öffentlichen Wettbewerb aus, um Entwürfe zu erhalten. Teilnahmeberechtigt waren grundsätzlich nur im Kanton Zürich tätige Künstler. Zusätzlich bat man die ausserhalb wirkenden Bildhauer August Bösch, Jakob Brüllmann, Carl Burckhardt, Oskar Kiefer und Valentin Walter Mettler um Entwürfe. In der Jury sassen der Architekt Otto Pfleghard, Geisers Nachfolger als Stadtbaumeister Friedrich Fissler, der Maler Hermann Gattiker, der Stadtgärtner Gottlieb Friedrich Rothpletz und der deutsche Bildhauer Georg Wrba. Eingabefrist war der 30. Juni 1910. Ausgelobt war eine Preissumme von 4'000 Franken. Als mögliche Aufstellungsorte standen der Hirschengraben und der heutige Bürkliplatz zur Auswahl.
55 Projekte wurden eingereicht, die meisten davon waren laut Neuer Zürcher Zeitung «unglaubliche Stümpereien und Geschmacklosigkeiten». Am 17. August 1910 kürte die Jury das Projekt «Stier» des seit 1900 in Stuttgart weilenden Thurgauers Brüllmann und des Architekten Johann («Jean») Albert Freytag zum Sieger. Alle Modelle wurden danach in der Turnhalle des Schulhauses am Hirschengraben öffentlich ausgestellt.
Brüllmanns Werk erhielt keine guten Kritiken. Die NZZ empfand es als keine «besonders eigenartige Schöpfung» und störte sich insbesondere an der Stierfigur:

«Es steckt Kraft und Wucht in der Gruppe. Ob aber ein solch gewaltsam und bösartig vordrängender Muni als Abschluß einer an sich doch recht zahmen Fontaine, deren Wassermasse nichts besonders Imposantes aufweist, von einleuchtender Symbolik ist, kann man in guten Treuen bezweifeln.»

Die Zürcherische Freitagszeitung lobte zwar, dass der Brunnen keine figürliche Darstellung des Stifters enthielt und somit den Alfred-Escher-Brunnen wiederholt hätte, bekundete aber ebenfalls «mancherlei gewichtige Bedenken» in Bezug auf den Stier, anstelle dessen man lieber einen Löwen gesehen hätte:

«Sodann muß man sich wirklich besinnen, was soll denn als Hauptfigur für die Stadt Zürich der Stier? Wenn es sich um ein Monument für den Kanton Uri oder am Ende für ein hauptsächlich auf Ackerbau mit Viehwirtschaft verbundenes Gemeinwesen handelte, so wäre die Darstellung allenfalls am Platze. Aber in einer Stadt wie Zürich?! Weiter kommt noch die Haltung des Stieres in Betracht. Derselbe ist wild geworden, wahrscheinlich wegen der vielen bunten Kleider und der übergroßen, oft noch ganz roten Hüte! […] Im nächsten Augenblicke hat der Stier den Beschauer mit den Hörnern gepackt und schleudert denselben hoch in die Lüfte. So muß diese Darstellung Furcht erregen und der ausgeführte Brunnen dürfte wohl bald den gar nicht sympathischen Namen Stier- oder Schreck-Brunnen erhalten.»

### Errichtung und Einweihung

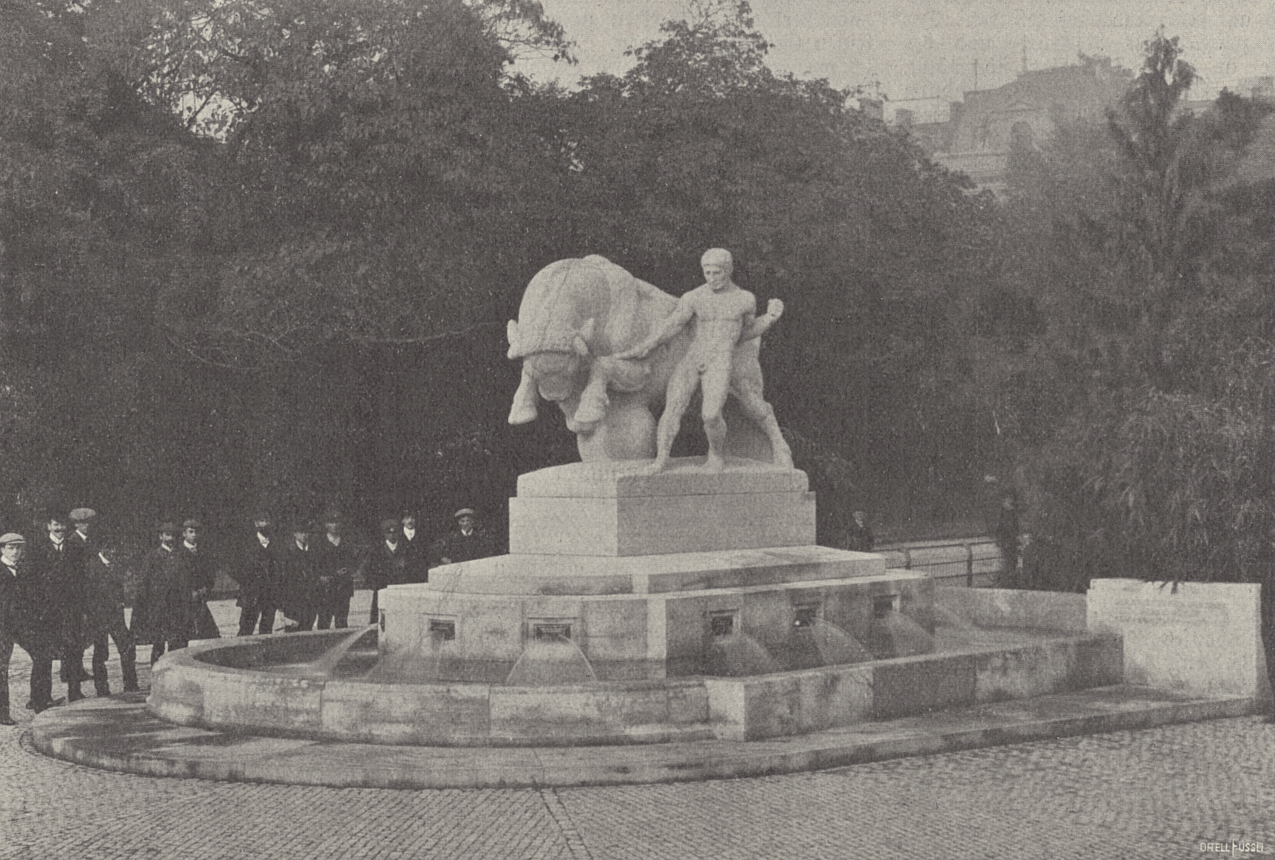
Der Geiserbrunnen im Jahr seiner Einweihung 1911

Brüllmanns Entwurf wurde im Sommer 1911 unverändert am «Stadthausplatz», dem heutigen Bürkliplatz, realisiert. Die Einweihung fand am Freitag, 20. Oktober 1911, um 11 Uhr im Beisein der beiden Künstler statt und war eigentlich nur geladenen Gästen vorbehalten. Dennoch fanden sich viele Schaulustige ein. Stadtrat Emil Klöti (SP) übergab in seiner Funktion als Vorsteher des städtischen Bauamts das Denkmal der Stadt und lobte die «meisterhafte Bearbeitung eines alten und doch immer wieder neuen Motives». Stadtpräsident Robert Billeter (FDP) nahm das Werk dankend in Empfang und schloss die Veranstaltung mit einer zweiten Rede. Die Neue Zürcher Zeitung sprach in der Berichterstattung nun wohlwollender von einem «Kunstwerk voll Rasse und Eigenart».

### Kritik und Vandalismus
Waren bereits die ersten Kritiken zum Modell mehr als verhalten gewesen, so stiess sich nun auch ein grosser Teil der Bevölkerung am neuen Brunnen, nicht nur aus ästhetischen, sondern des nackten Jünglings wegen auch aus moralischen Bedenken. Ulrich Kollbrunner bemerkte kurz nach der Einweihung, dass sich einige «an der Nudität etwas stossen werden», und appellierte an die Kunstfreiheit. Zur gleichen Zeit veröffentlichte die Neue Zürcher Zeitung einen Leserbrief, in dem dem Stadtrat vorgeworfen wurde, er habe nach Franz Wangers obszönem «Büeblibrunnen» von 1910 schon wieder die «Rücksicht auf [seine] ‹rückständigen› Untertanen, Frauen und Männer und – last but not least – die Jugend» mit Füssen getreten. Der Geiserbrunnen zeige nun «in brutalster Form die vom Stadtrat angestrebte ‹Nacktkultur›». Tatsächlich war männliche Nacktheit weit weniger verbreitet als die als selbstverständlich empfundene Darstellung nackter Frauen.
Der öffentliche Unwillen manifestierte sich in mehreren Vandalismusakten. Am 1. Mai 1912 strichen Unbekannte den Stier mit roter Farbe an. Den städtischen Arbeitern gelang es nicht einmal mit Chemikalien, die Farbe zu entfernen, und sie mussten sie schliesslich wegmeisseln. Zur Fasnachtszeit im Februar 1913 wurden dem Jüngling die Genitalien abgeschlagen. Die Neuen Zürcher Nachrichten kommentierten lakonisch, dass mit der «ästhetischen Seite» des Brunnens eben «selbst Ästhetiker noch nicht fertig geworden» seien und man «aus den wiederholten Zerstörungsakten ableiten» könne, «dass man den Geiserbrunnen nicht wiederholt». Im August 1913 wurden drei Täter ausgemacht, die ihren Akt «mit Steinwürfen herbeigeführt haben» sollen. Der erste wurde in Deutschland verhaftet. Kurz darauf wurde ein 19-jähriger Coiffeur zu drei Monaten Gefängnis verurteilt. Der dritte Täter, ein Kellner aus Stuttgart, wurde am 17. November in Genf verhaftet. Der Vandalismus liess aber nicht gleich nach. Im Mai 1914 wurde der Brunnen «mit Strassenkot und Pferdeexkrementen über und über beworfen».

### Jüngere Geschichte
Im Dezember 1990 sanierte man den rissig gewordenen Geiserbrunnen umfassend und hüllte ihn hierzu in ein geheiztes Plastikzelt.

## Beschreibung und Deutung

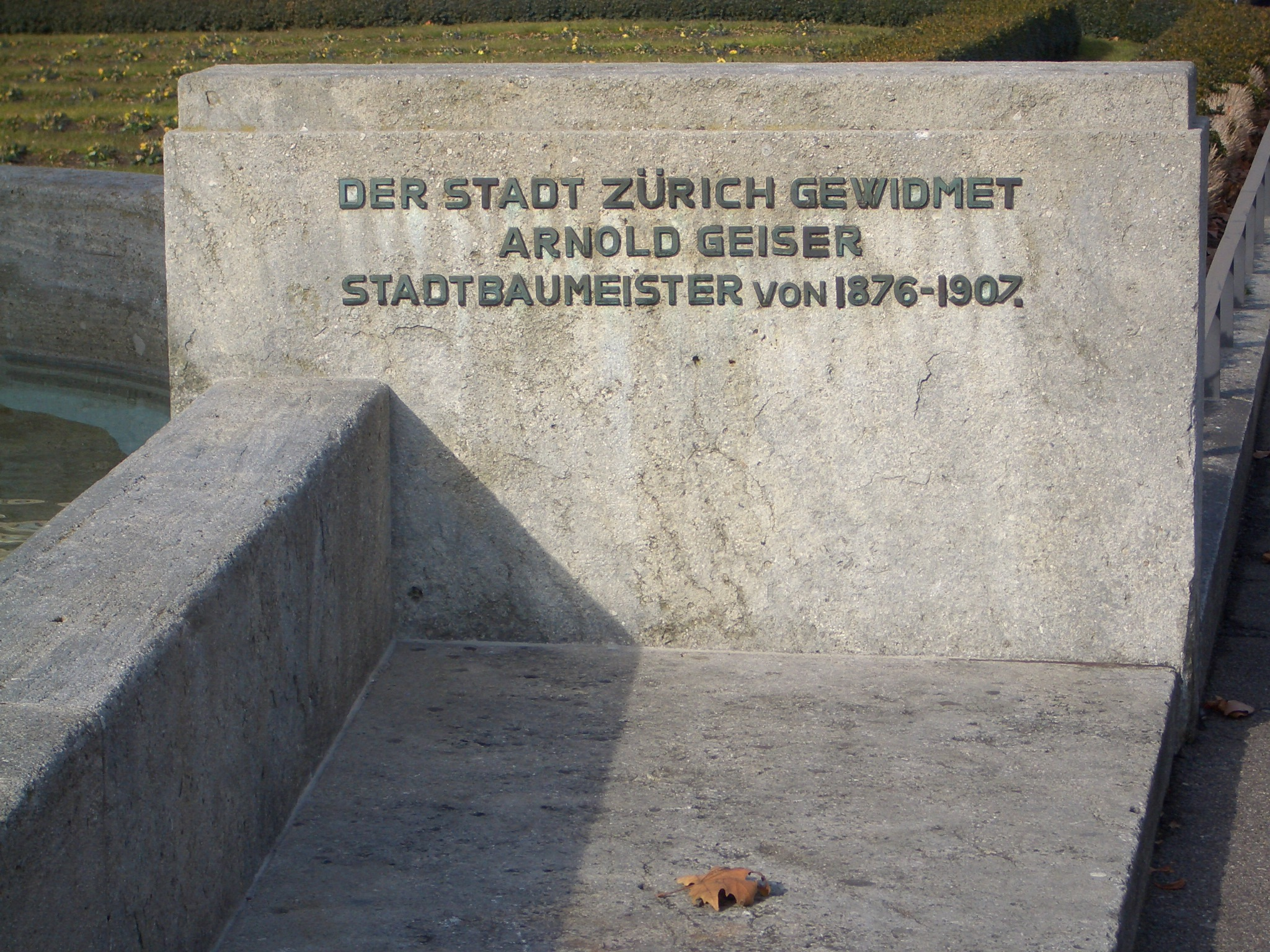
Inschrift auf dem Geiserbrunnen

Der gesamte Brunnen ist etwa 11 Meter lang, 4 Meter hoch und 9 Meter breit. Er ist aus hellem Muschelsandstein aus Würenlos gehauen. Die natürliche Schichtung des Quaders, aus dem die Figuren geschaffen sind, ist entgegen der üblichen Praxis senkrecht, was von zeitgenössischen Steinhauern kritisiert wurde. Über einer Brunnenanlage mit 12 Wasserleitungen steht die Figurengruppe eines sich aufbäumenden Stiers und eines Jünglings (auch als Hirte gedeutet), der ihn zu bändigen versucht. Daneben findet sich die Inschrift: «DER STADT ZÜRICH GEWIDMET / ARNOLD GEISER / STADTBAUMEISTER VON 1876–1907.»
Die NZZ sah im Geiserbrunnen eine «künstlerische Schöpfung frei von Mode und Richtung […] ohne alles symbolische Beiwerk». Auch die meisten anderen Besprechungen betonten, das Werk stehe für sich und habe keine eigentliche Symbolik. Gleichwohl finden sich einige interpretatorische Ansätze. Robert Billeter etwa deutete in seiner Einweihungsansprache den Stier als das «kräftige Gemeinwesen», das stets nach vorne dränge, und den Hirten als «die ausgleichende, alle Kräfte zu ruhiger Entwicklung sammelnde Arbeit». Georg Kreis schrieb, der Brunnen evoziere «in einer Zeit rasanter Modernisierung im urbanen Umfeld eine agrarisch-archaische Welt» und zeige zudem den Menschen, wie er die Natur bändige, was auch in Figuren am Escher-Brunnen thematisiert werde.

## Trivia
- Ein Mädchen aus der Steiermark soll den Geiserbrunnen 1920 für ein «Marterl» gehalten haben, also geglaubt haben, dass die Statue einem dem Stier zum Opfer gefallenen Unglücklichen gewidmet sei («Jesses Gott, Tanti, wos hot’s denn do für ein Unglück ’geben?»).[19]